# Plocepasser
Plocepasser là một chi chim trong họ Ploceidae.

## Các loài
- Rồng rộc sẻ trán trắng, Plocepasser mahali
- Rồng rọc sẻ mào hung, Plocepasser superciliosus
- Rồng rộc sẻ lưng hung, Plocepasser rufoscapulatus
- Rồng rộc sẻ Donaldson-Smith, Plocepasser donaldsoni